# Archidiocèse de Cardiff-Menevia
L'archidiocèse de Cardiff-Menevia (en latin : archidioecesis Cardiffensis-Menevensis ; en anglais : archdiocese of Cardiff-Menevia ; en gallois : archesgobaeth Caerdydd) est une église particulière de l'Église catholique au Royaume-Uni. Il a été érigé le 28 octobre 1911. Son titulaire siège à la cathédrale Saint-David de Cardiff au Pays de Galles. Depuis le 27 avril 2022, l'archevêque du diocèse est Mgr Mark O'Toole. 
Le 12 septembre 2024, l'archidiocèse de Cardiff fusionne avec le diocèse de Menevia et devient donc l'archidiocèse de Cardiff-Menevia.

## Territoire
L'archidiocèse de Cardiff couvre le Monmouthshire, le Herefordshire et la partie orientale du Glamorganshire.
Son territoire correspond aux aires principales de Cardiff, Bridgend, Vale of Glamorgan, Newport, Torfaen, Blaenau Gwent, Monmouthshire, Merthyr Tydfil, Rhondda Cynon Taff et Herefordshire.

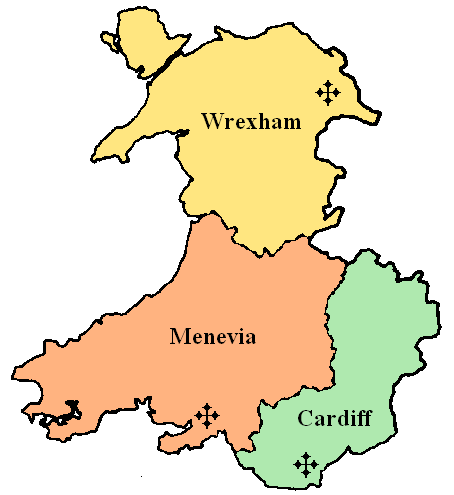
Ancienne province de Cardiff.
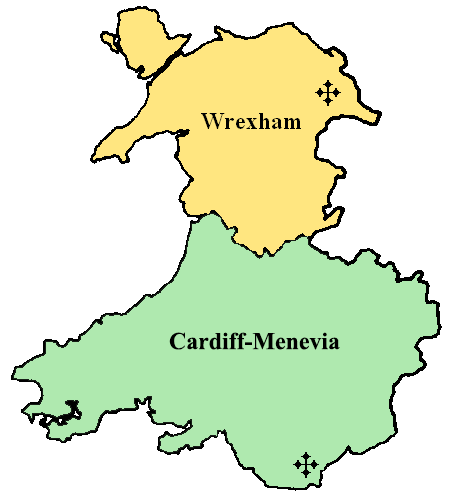
Nouvelle province de Cardiff.

## Suffragants et province ecclésiastique
De 1916 à 2024, l'archidiocèse métropolitain de Cardiff avait pour suffragants les diocèses de Menevia et de Wrexham. L'ensemble formait la province ecclésiastique de Cardiff, dont le territoire couvrait le pays de Galles. À partir de 2024 et de la fusion entre l'archidiocèse de Cardiff et le diocèse de Menevia, le diocèse de Wrexham est le seul suffragant de l'archidiocèse de Cardiff-Menevia.